# Oliver & Company
Oliver và những người bạn (tiếng Anh: Oliver & Company) là một bộ phim hoạt hình ca nhạc hài-chính kịch vào năm 1988 sản xuất bởi Walt Disney Feature Animation và phát hành ngày 18 tháng 11 năm 1988 bởi Walt Disney Pictures. Bộ phim đứng thứ 27 trong loạt hoạt hình cổ điển Walt Disney, bộ phim lấy cảm hứng từ tiểu thuyết kinh điển Oliver Twist của Charles Dickens, mà đã được chuyển thể nhiều lần thành phim và kịch. Trong phim, Oliver là một chú mèo con vô gia cư kết thân với bầy chó hoang trên đường phố. Bên cạnh một số thay đổi khác, bối cảnh của bộ phim được chuyển từ Luân Đôn thế kỷ 19 đến cuối thập niên 1980 tại thành phố New York, tốp của Fagin gồm chó (một trong số đó là Dodger), và Sykes là một kẻ cho vay nặng lãi.
Oliver và những người bạn bắt đầu sản xuất vào khoảng năm 1987 dưới cái tên Oliver and the Dodger. Bộ phim được tái phát hành lại Hoa Kỳ, Canada, và Vương quốc Anh ngày 29 tháng 3 năm 1996. Phim được phát hành bản video sau đó trong cùng năm, và một lần nữa ngày 2002 và 2009 trên DVD. Bộ phim được phát hành bản Đĩa Blu-ray ngày năm 2013, kỷ niệm 25 năm ngày nó được ra mắt.

## Nội dung
Trên đại lộ thứ 5, có một chú bé mèo mồ côi tên là Oliver bị bỏ lại sau khi một chú mèo con khác cũng bị bỏ lạc giống cô được người qua đường nhận nuôi. Lang thang trên đường một mình cùng hy vọng sẽ tìm được ai đó nhận nuôi mình, Oliver đã gặp một chú chó lai đang ung dung đi tên là Dodger, là người đã nài nỉ Oliver ăn cắp cây hot dog từ chiếc xe bán hot dog gần đó. Sau khi lấy được, Dodger đã phóng đi mất mà không chia phần thưởng đó cho Oliver. Oliver đã quyết định đi theo Dodger đi đến một con con thuyền cũ bỏ hoang, là nơi Dodger chia sẻ đồ ăn cùng với những chú chó lang thang khác gồm có: Chihuahua Tito, Great Dane Einstein, Saluki Rita, và chó bò Anh Francis. Oliver đã lẻn vào trong và bị phát hiện. Sau vài phút bối rối, thì cậu bé được chào đón nồng nhiệt. Người chủ thuyền và cũng là một tên móc túi tên là Fagin, đang có một số nợi với Sykes, một gã đại lý đóng tàu ác hiểm và cho vay nặng lãi cùng hai con chó dữ của mình là Roscoe và Desoto. Sykes đã ra quyết định cho Fagin phải trả lại số tiền mà anh đã mượn trong vòng ba ngày cùng với những đe dọa về bạo lực mà anh sẽ phải lãnh nếu không trả.
Fagin và nhóm chó lang thang bây giờ đã có thêm Oliver, đã xuống đường vào sáng hôm sau để ăn cắp vặt và dùng nó để cầm cố lấy tiền. Cả bọn đã cùng diễn một vở kịch, những chú chó quyết định sẽ dừng một chiếc xe limousine sang trọng của gia đình Foxworth giàu có. Nhưng lại thất bại và cô gái của nhà Foxworth tên là Jenny thấy Oliver và ôm cậu bé vào lòng, vì nhờ có Oliver sẽ giúp cô bé không còn buồn nữa vì bố mẹ cứ đi nghỉ mát suốt. Oliver tự nhiên thong thả trong nhà của Jenny, khiến chú chó săn vịt hống hách do được nuống chiều của nhà Foxworth thấy kinh tởm. Dodger cùng những chú có khác quyết định sẽ mang Oliver ra khỏi ngồi nhà đó và đưa cậu bé trở lại thuyền. Fagin sau đó đã nhìn thấy chiếc vòng cổ mới của Oliver sau khi được gia đình giàu có nhận nuôi và nảy ra ý định sẽ giữ Oliver lại để đồi tiền chuộc. Và lá thư nặc danh đó đã đến tay Jenny.
Sau khi leo lời chỉ dẫn trong lá thư đến bến tàu để gặp Fagin, nhưng sau một lúc nói chuyện, Fagin đã bị quẩn trí sau khi thấy vẻ mặt buồn của Jenny do để mất Oliver, nên anh đã trả Oliver về lại với Jenny mà không cần tiền chuộc. Từ trong chỗ khuất, Sykes đã luôn theo dõi anh nên đã lái xe tới và bắt cóc Jenny để bắt Fagin trả nợ. Dodger đã kêu gọi những người bạn của mình để giải cứu Jenny, nhưng lại bị Sykes và hai con chó cản lại. Khi Sykes sắp ra lệnh hai con chó tấn công Jenny và cả nhóm thì Fagin đã cứu cả nhóm bằng chiếc xe tay ga của mình và một cuộc rượt đuổi bắt đầu trên khắp các đường phố và vào cả các đường hầm tàu điện ngầm. Oliver và Dodger đã đánh nhau với Roscoe và Desoto khiến bọn chúng rơi xuống đường ray và Sykes sau đó cũng tử vong do xe của hắn tông vào đầu của một con tàu đang đi hướng ngược lại. Sau đó, Jenny đã tổ chức tiệc sinh nhật của cô bé cùng những chú chó và Oliver. Fagin và quản gia Wiston nhận được cuộc gọi từ ba mẹ của Jenny nói rằng họ sẽ trở về từ Roma vào ngày mai. Oliver quyết định sẽ ở lại với Jenny nhưng cậu hứa vẫn sẽ giữ liên lạc với Dodger và những chú chó lang thang.

## Lồng tiếng
- Joey Lawrence vai Oliver
- Billy Joel vai Dodger
- Cheech Marin vai Tito
- Richard Mulligan vai Einstein
- Roscoe Lee Browne vai Francis
- Sheryl Lee Ralph vai Rita
- Dom DeLuise vai Fagin
- Taurean Blacque và Carl Weintraub vai Roscoe và DeSoto
- Robert Loggia vai Bill Sykes
- William Glover vai Winston
- Bette Midler vai Georgette

## Nhạc phim
1. "Once Upon a Time in New York City" (Câu truyện ngày xưa tại thành phố New York)
2. "Why Should I Worry?" (Sao tôi phải lo chứ?)
3. "Streets of Gold" (Con đường vàng)
4. "Perfect Isn't Easy" (Trở nên hoàn hảo không dễ đâu)
5. "Good Company" (Người bạn tốt)
6. "Sykes"
7. "Bedtime Story" (Câu chuyện trước giờ đi ngủ)
8. "The Rescue" (Cuộc giải cứu)
9. "Pursuit Through the Subway" (Rượt đuổi trong đường hầm)
10. "Buscando Guayaba"
11. "End Title" (Nhạc kết phim)